# サンデージャポン
『サンデージャポン』（英: Sunday Japon）は、TBS系列（一部系列局を除く）で2001年10月7日から毎週日曜日10:00 - 11:30（JST）に生放送されている情報・ワイドショー番組。番組の略称は「サンジャポ」。ロゴのタイトルは中黒（・）を含まないが、TBSテレビの公式サイトや地上デジタル放送・新聞などの番組表では「サンデー・ジャポン」との記載も見られる。

## 概要
2001年10月7日に『大好き!東京ゲスト10』を大幅リニューアルして開始する。番組タイトルにある「ジャポン」はフランス語の発音である。
その週に発生したニュースや芸能界のスキャンダルなどを取り上げて伝える、情報娯楽番組である。TBSテレビの日曜午前は情報番組が多く放送され、本番組は『サンデーモーニング』『アッコにおまかせ!』にはさまれているが、他の情報番組やワイドショーが放送しないニュースなども取り上げられる。出演者同士で意見が対立し議論になることもあり、出演者の発言がインターネットのニュース速報やスポーツ新聞各紙の記事になることも多い。
ワイドショーや情報番組や報道番組では冒頭でVTRや事故や事件、イベント現場からの中継で番組がスタートして開始5分前後でスタジオを映し出し、メインキャスターが挨拶をするといったことはよくあり、当番組でもそのような形式が取られているが、当番組ではスタジオが映し出されて爆笑問題の2人はアップで映されても「おはようございます」と挨拶することはなく「はい、というわけで...」と先に紹介されたニュースの部分解説を行う。ワイドショー番組で司会者が挨拶を行わない珍しいケースとなっている。

## 出演者

### 総合司会
爆笑問題（太田光・田中裕二）
田中は司会進行兼まとめ役、太田はボケコメントで番組を盛り上げている。

### 進行アシスタント
良原安美（TBSアナウンサー）
アシスタントとしては8代目で、2022年4月3日 から担当。前週（3月27日）までは、『爆笑問題の日曜サンデー』（TBSラジオの制作で毎週日曜日の午後に放送されている生ワイド番組）でも、毎月第1 - 4週に爆笑問題のアシスタントを務めていた。『Nスタ』の平日版で毎週月・火曜日にニュースプレゼンターでアシスタントを務めるようになった2022年4月以降も、当番組のスタジオパートの収録へ引き続き参加している。

### レギュラーコメンテーター
テリー伊藤
演出家、放送作家など様々な顔を持つ。番組での異名は「サンジャポの重鎮」。映画撮影のため2004年末に一時出演を見合わせたが、その2か月後に復帰。
実兄（後述）がVTRに出演することがある。
デーブ・スペクター
タレント、元アメリカABCプロデューサー。芸能事務所も兼ねる『スペクター・コミュニケーションズ』の代表を務めており、同社で買い付けた海外映像を本番組にも提供している。
細野敦
弁護士、元東京高等裁判所判事。

### 準レギュラー
杉村太蔵
政治評論家、コメンテーター。元衆議院議員（自民党・たちあがれ日本）。ほぼ毎週出演しているが、番組ホームページではテリー・デーブ・細野とは異なる「準レギュラー」として紹介されている。番組内のテロップには「薄口政治評論家」の肩書が付く。

#### スタジオ出演のコメンテーター
現在売り出し中のタレントやいわゆる「時の人」が数か月程度、集中的に出演している。
- ミッツ・マングローブ
女装家で、バー『来夢来人』（らいむらいと）のママ（経営者ではない）。徳光和夫の甥でマツコ・デラックスの友人。
- 壇蜜（日本一美しい新妻）
元グラビアアイドル。「エッチなお姉さん」をキャッチコピーにしていた。
- 堀江貴文
- 須田亜香里（元SKE48）
- 村重杏奈（元HKT48）
- 斎藤司（トレンディエンジェル）
- 池田美優（みちょぱ）
- 藤田ニコル（にこるん）
- 竹山隆範（カンニング）
- 吉村崇（平成ノブシコブシ）
「破天荒芸人」を自称している。
- 奥仲哲弥
医学博士、山王病院副院長。2008年に太田が脱腸で入院（太田光#略歴を参照）した際の主治医。
- 武井壮
- ぺこぱ
- 岡田結実
- ゆうちゃみ
- 鈴木紗理奈
- 小倉優子
- 武藤十夢（元AKB48、2022年5月8日に初出演）[2]
初出演当時はAKB48の現役メンバーであった。
- 松村沙友理（元乃木坂46）
- 秋元真夏(元乃木坂46)

#### 主にVTR出演
太田光代
爆笑問題や一部出演者が所属する「タイタン」の社長で、太田光の妻。兄弟番組『有吉ジャポン』ではスタジオレギュラー。
タイタン主催のコントライブなどを取り上げる際はインタビューに答えている。2010年秋からは、番組とのコラボレーションで光代プロデュースのスパークリングワイン「SundayJapon324（サンデージャポンミツヨ）」をTBSの通販サイトなどで発売することがあるが、告知すると通販サイト分はその日のエンディングまでに完売している。
矢部文子
東京・池尻で経営するバーのママ。
2017年4月2日に、格安旅行会社のてるみくらぶが破産したニュースを取り上げた際に被害者として初登場する。その後は毎週のように雑多なニュースでコメントを求め、文子もエピソードを語るなどパフォーマンスしている。娘の矢部美穂、河合美佳、矢部美希がタレント業の傍ら店を手伝い文子と共にVTR出演することもある。
籠池泰典
学校法人森友学園の元理事長、学校法人籠池学園の理事長。
自身が経営していた学校法人にちなむ政界スキャンダルでマスコミに注目される2010年代後半からたびたび番組に妻とともに出演。スキャンダルそのものが沈静化した後も、諸事件へのコメントを求められVTR出演したり、時としてグルメリポートもこなす。ただし、2019年5月現在妻とともに学校法人にちなむ補助金不正受給事件の刑事被告人でもあるため、番組では"被告"の呼称が付くことが多い。

### 過去の出演者

#### レギュラー
井筒和幸
映画監督。映画『ゲロッパ!』の撮影に専念するため休業しそのまま降板していたが、2005年2月20日の放送で、約2年4か月ぶりにゲストとして出演した。
江田憲司
衆議院議員。
橋下徹
弁護士、元政治家（大阪府知事→大阪市長）。2003年10月12日に、2度にわたり番組内で問題発言をしたことを理由として、生放送中に突然降板を申し出たことがある（詳細は橋下徹#発言・言動を参照）。
その後、2006年5月28日の放送で2年7か月ぶりにコメンテーターとして復帰し、大阪府知事選挙立候補前まで月1回程度出演。政治家転身後は公務優先のため、ニュースで登場する以外の出演はなくなっていた。2015年に政治家から引退した後も長らく出演していなかったが、2019年2月3日に太田がインフルエンザに罹患し欠席したため、代役の司会者として出演した。
髙田万由子
女優。第2子の産休に入るため、2006年3月26日に降板する。
ダンカン
タレント、放送作家。
飯島愛
タレント。番組開始当初から5年半に渡りレギュラーコメンテーターを務めた。2007年3月25日、本人の芸能界引退に伴い番組を降板（詳細は後述）。その後、2008年12月に急死し、12月28日の放送で追悼企画が放送された。
ヘリョン
韓国のコメディアン、女優、タレント。日本で活動を開始した当初にゲスト出演し、2006年10月1日からレギュラーとなる。
主に韓国関連のニュースでコメントする役割を担っていた。2008年9月28日をもって番組を降板。
高橋ジョージ
ミュージシャン（THE 虎舞竜ボーカル）、タレント。2010年3月28日に番組を降板した。
八代英輝
裁判官出身の国際弁護士。
『ひるおび!』の全曜日にレギュラー出演するようになったため、2013年3月31日に番組を降板した。
西川史子
医師、タレント。番組初出演は2004年。元々は医療関係のニュースがあった時にVTRおよびスタジオゲストで出演していたが、飯島愛（後述）のピンチヒッターとして出演する機会が増え、その後飯島が芸能界引退に伴い番組を卒業したため、2007年4月1日の放送からレギュラーに昇格した。本業の形成外科医の仕事に軸足を置いて活動していくため、2020年3月22日に番組を降板した。
宇垣美里（当時TBSアナウンサー）
リポートでアニメ『魔法少女まどか☆マギカ』の鹿目まどかのコスプレをおこなう 一方で、女子アナウンサーとしてプライベートまで好奇の目で見られているのをドライなコメントで処理するギャップのあるキャラクターで2018年夏ごろから2019年3月にTBSテレビを退社するまでほぼ毎週のようにVTRでリポート出演した。なお、宇垣の出演時にはアシスタントの山本を弄るかのような演出で登場する場合も多い。
高田純次
前身の『大好き！東京ゲスト10』では爆笑問題と3人で司会をしていたが、本番組では司会からは外れていた。

#### 進行アシスタント
全てTBSアナウンサー(出演当時)
小倉弘子
本枠で以前に放送されていた『炸裂!スポーツパワー』、『大好き!東京ゲスト10』からの流れで、2001年度初代アシスタントとして2001年10月から4か月間出演していた。
2002年2月にソルトレークシティオリンピックのリポーターで番組を休み、その間代理を務めていた海保知里がそのまま2代目アシスタントに就任した。
海保知里
2002年度アシスタントとして2002年1月から約2年10か月間出演。愛称は「サンジャポのひまわり娘」。
2004年秋の人事異動で、それまで金曜日だけだった『はなまるマーケット』の担当になるため9月26日の放送を最後に卒業。2006年5月7日の放送で久々に顔を出している。TBS（現TBSHD）退社後は、自身のブログで「（苗字が海保なので）海上保安庁のニュースを目にすると自分のことを言われているようでドキドキします」 と書いていたことから、2010年11月14日の放送で尖閣諸島中国漁船衝突映像流出事件を取り上げた際にVTR出演した。
竹内香苗
2004年度アシスタント。特技がフルートの演奏であることが分かると、「フルート娘」という愛称を付けられた。
2005年春に平日朝の『みのもんたの朝ズバッ!』開始後も、午後からTBSラジオ『伊集院光 日曜日の秘密基地』があったため引き続き出演していたが、当時新人であった青木が出演できるようになり、2005年6月26日の放送を最後に降板した。竹内は2010年4月から2012年9月まで『日曜サンデー』にアシスタントとして出演していた。
青木裕子
2005年度アシスタントとして、2005年7月3日より出演。愛称は「ゆうこりん」。入社して4か月での起用で退社直前まで出演しており、歴代のアシスタントでは最長出演となっている。進行役に留まらず、様々な企画でスタジオを飛び出してリポートをこなしていた。当初は生放送の番組でアドリブが効かせることができず、台詞を噛むことも多かったため、他のレギュラー陣から素人扱いされていた。西川史子の天敵というキャラ設定で、西川に関するコメントを一言挿んで強引に話を締め括ってから次のコーナーへ移る進行が定番となっていた。
スポーツ紙や週刊誌で『サンジャポ』の降板やTBSテレビを退社するという報道がたびたびあり、そのたびに「重大発表」といいながら、結局は降板や退社はしないという「発表」をすることが恒例だったが、2012年10月にスポーツ紙での報道 を受けて12月末でのTBSテレビ退社を発表し、12月28日の拡大版（後述）をもって降板した。
田中みな実
2013年度アシスタント。初出演は2009年10月18日の筑波山登山ロケ。2010年春以降は前任者である青木裕子が、他の担当番組との関係でロケへの参加が難しくなったことから、度々登場するようになった。
「情報ライブ みな実屋」（後述）のコーナーを担当。番組ではぶりっ子キャラに扮していた。
2011年になって、毎週スタジオに生出演するようになり、 2013年1月6日に5代目アシスタントに昇格した。
2014年9月にTBSテレビを退社するため、同月28日の放送でリポーター時代も含めて約5年間出演してきた本番組を卒業した。本番組との並行で出演していた兄弟番組『有吉ジャポン』に関しては、退社後にも引き続き出演していた。
2017年10月15日にコメンテーターとして出演し、12月10日に休養中の吉田明世に代わりアシスタントとして出演した。
吉田明世
2014年度アシスタント。2014年10月5日から6代目アシスタントを務めていた。それ以前は、前任の田中みな実がロケ企画で出演できない際に代理でリポーターを務めていた。
2017年10月29日と12月3日に体調を崩して途中退席していたが、その後妊娠していることを発表し、12月24日に番組を卒業し、金曜19時より番組を終了した同じく爆笑問題がMCを務めた『爆報! THE フライデー』も、2018年3月30日放送分を最後に卒業した。
2018年12月にTBSテレビ退社を発表し2019年1月6日にその報告のため生出演。退社しフリーアナウンサーに転身した直後の同年2月3日にゲストコメンテーターとして出演した。
山本里菜
2018年度アシスタント。2018年1月7日 から2022年3月27日まで担当。また、金曜19時より番組を終了した同じく爆笑問題がMCを務めた『爆報! THE フライデー』も2018年4月6日 から2021年3月5日まで担当。

#### 出演の多かったゲスト
スタジオ出演
一部のゲストは降板のアナウンスは特になされていない者もいる。
白眞勲
立憲民主党参議院議員で、出演当時は朝鮮日報日本支社長。前職の経験から、韓国や北朝鮮の事情に詳しかった。この番組へ出演したことで知名度を上げ、2004年の参議院選挙に出馬し当選。以降の出演はない。
小飼弾
オン・ザ・エッヂ（後のライブドア）元取締役。甲高い声で話し、サスペンダーを愛用していた。
元々はライブドアによるニッポン放送買収劇に関連したニュースを報じる際、「元ライブドア取締役」ということで出演していたが、騒動終結後もしばらく出演を続け、後に行われたサンジャポファミリーによる投票で降板が決まった。
椿姫彩菜
元男性のモデルで、当時『小悪魔ageha』の読者モデル。出演の度に「男子校出身で現役女子大生モデル」と紹介され、太田が「私とまったくおんなじ経歴」とボケるのがお決まりとなっていた。
木村有希（ゆきぽよ）
バラエティタレントで､かつてバラエティによく出演し、ギャルキャラとしてみちょぱと人気を二分していた。
村﨑太郎
猿まわし師。出演当時はフジテレビのプロデューサー・栗原美和子と婚姻関係だった。
上原美優
タレントで、種子島出身の通称「貧乏アイドル」。西川と種子島を訪問するロケを行ったこともある。
2009年5月3日のにインタビューされる側でVTR出演し、「最近スタジオに呼んでもらえないので（サンジャポへの）イライラが溜まっている」とコメントした。
2011年5月12日に死去。
はるな愛
ニューハーフタレント。2008年11月2日に、一部報道で不仲と報じられていた椿姫彩菜と共演。その後、椿姫と共に何度か出演していた。
新堂冬樹
元闇金融業者の作家、芸能プロダクション・新堂プロ代表取締役。
山本優希
ファッション誌『JELLY』のモデル。父はパチンコ機器卸会社・フィールズの代表取締役会長である山本英俊で、「日本のパリス・ヒルトン」というテロップが表示されていた。
2010年9月の結婚と妊娠に伴い、その後は出演を控えた。
吉田たかよし
NHKアナウンサーや元自民党幹事長・加藤紘一の公設第一秘書を歴任。愛称は、しゃべる時の手の動きがあやつり人形のように見えることから、「マリオネット吉田」。政治情勢や医療関係など職歴を生かした話題に詳しい。
あびる優
タレント、女優。沢尻エリカとプライベートで親しいことから「沢尻エリカの友人」としてよく出演していた。彼女の芸能ニュースが報じられる際に司会者から近況を尋ねられるが、「詳しいことは話せない」と答えることが多かった。
角田龍平
橋下徹が代表を務める「橋下綜合法律事務所」に所属する弁護士。元漫才師で、オール巨人の元弟子。
太田に、八代英輝とのコンビ「青空勝訴・敗訴」と名付けられ、「勝訴の方」として扱われていた。
佐藤かよ
性別違和のモデル。2011年1月30日に「じゃぽ熱大陸」（後述）で取り上げられた。
仁科仁美
女優。ロケ企画では母の仁科亜季子と共に出演したこともある。自身の恋愛経験を話題にすることがたびたびある。田中からは「ぶっちゃけキャラ」「負け犬キャラ」と紹介されていた。
熊田曜子
スタイルの良さを強調するように紹介されるが、太田による根拠のない「整形疑惑」を指摘されるのがお約束になっていた。
手島優
グラビアアイドル。2010年6月13日の放送では、AKB48の総選挙を結果発表の会場からリポートをした。2012年7月29日に、ロケ企画中に自身の年齢詐称を告白した。
小森純
タレント、ファッションモデルで、過去に『Popteen』『EDGE STYLE』などで専属モデルを務めた。後輩の鈴木奈々が出演するようになってから、鈴木のバーター扱いをされていた。「女の真相報道 ジャポキシャ!」（後述）のリポーターも担当した。
2012年12月、自身のブログにおいて詐欺容疑で摘発されたペニーオークション業者のステルスマーケティングを行っていたことが発覚（ペニーオークション詐欺事件を参照）。2013年2月3日に本番組に生出演し謝罪したが、西川に「罪を軽く考えているんじゃないかな。テレビに出て来れる精神は私には理解できない」などと強く批判された。
藤森慎吾（オリエンタルラジオ）
藤森自身は「チャラ男」であることを主張するが、キャラのぶれを指摘され「日経キャラ」（普段は日経新聞を読むような真面目な人物）などと言われていた。「情報ライブ みな実屋」などのロケ企画にも参加していた。
2012年11月に田中みな実との交際が報じられた影響もあり番組から離れていたが、田中みな実降板後の2014年11月9日の放送で約2年ぶりに出演した。
高橋茂雄（サバンナ）
「太鼓持ち」と紹介されている。ロケ企画の出演も多い。
下述の通り、2021年1月31日の放送で、田中の代理MCを務めた。
博多大吉（博多華丸・大吉）
相方の博多華丸はロケのみ出演
児嶋一哉（アンジャッシュ）
「アンジャッシュの渡部じゃない方 （イケメンじゃない方）」などと言われている。「食リポ」が下手なことを揶揄されながらも「情報ライブ カズ屋」のリポーターを務めている。
降板のアナウンスは特になされておらず、突如再登場する者もいる。
水内猛（サンジャポサッカー取材担当）
元プロサッカー選手。ワールドカップなどサッカー関係の話題で登場する。初代アシスタントであった小倉の夫。
ジョニー大倉
元キャロルのミュージシャン。「サンジャポロックンロールジャーナリスト」として出演するが、ロックンロールとはまるで関係ない事件現場からのリポーターとしての出演が多い。何事にも「シェケナ」という名詞をつけて話す。たまに番組内でライブも行う。2014年11月14日死去。
ドン小西
ファッションデザイナー。「サンジャポファッションジャーナリスト」を務めていた。
矢追純一
UFO研究家、テレビプロデューサー。「サンジャポ宇宙開発局キャップ」だが、UFOや宇宙人とはまったく無関係な事件にまでコメントする。
山中秀樹
元フジテレビアナウンサー。2007年1月からの出演で、コメンテーター席に登場することもあった。「サンジャポ最年長ジャーナリスト」として、東国原の取材をし、その模様をリポートしていた。
2008年には、番組とサークルKサンクスのコラボレーション商品のメインキャラクターにも抜擢された。
関東地区のみで番組終了後に放送されるインフォマーシャル『サンデージャンクション』のナビゲーター（後述）を務めている。
阿曽山大噴火
裁判公聴マニアの芸人。「サンジャポ裁判ジャーナリスト」として、刑事裁判の公聴席に座り、その模様をリポート。しかし、押尾学事件の初公判の際は傍聴券を入手できなかった。
梨元勝
芸能リポーター。「サンジャポ芸能デスクキャップ」としてスタジオ出演の経験もある。死去する数か月前まで出演していたが2010年8月21日、肺がんのため死去。
真樹日佐夫
作家。初出演は2011年1月16日。『タイガーマスク』の原作者・梶原一騎の弟であることから、タイガーマスク運動を取り上げた際にインタビューに答えた。その後、真樹とは直接関係ないニュースでもVTR出演でコメントしていた。クルーザーでの豪遊や自身が主宰する空手道場なども紹介されている。サンジャポジャーナリスト（後述）の山川俊司が担当で、真樹が山川をいじった後、親指を立て「ジョークだよ」と言って締めるのがお約束になっていた。2012年1月2日、急性肺炎で死去。
あやまんJAPAN（あやまん監督、ファンタジスタさくらだ、ルーキタエ）
宴会芸で話題になっている女性パフォーマンス集団。主に中心メンバー3人が出演していた。2011年5月1日にDVD発売記念サイン会のインタビューで初出演。その後はサンジャポジャーナリストとして取材するときは岡本夏生も登場することが多かった。6月26日に後述する密着ドキュメントが放送された。
妙月
東京・新大久保の韓流女性占い師（ムーダン）。タバコを吸いながら占うのが特徴。ロケ企画で出演者を占うことが恒例になっていた。
ダイアナ・エクストラバガンザ
女装家で銀座のホステス。ミッツ・マングローブの友人。岡本同様「偶然居合わせた」設定で出演していた。ラスクが好物。
ローラ
ファッションモデル。言動から「ため口モデル」として紹介されていた。
尾台あけみ
西麻布で京料理店の女将を30年務めるかたわら、カースタントドライバーも手掛け、ドラマ・映画撮影用の自動車を手配する会社を営む実業家。寺田農との婚約不履行騒動（寺田農#来歴を参照）についてのインタビューから出演するようになった。尾台が寺田について、「今は1つの固体としか思わない」と発言したことから、尾台や寺田に無関係のニュースについて、その発言をもじったコメントをしていた。2012年4月22日にスタジオ初出演。ロケ企画にも出演したり、山路徹との対談もした。
立花胡桃
作家で、元No.1キャバクラ嬢。2010年7月に芸能事務所取締役の男性と結婚。本番組を見た男性が人脈をつかって立花に連絡をとったことがきっかけとしている。押尾学事件で死亡した被害者女性と生前に交流があり、その裁判を傍聴した模様が当番組で紹介された。
有吉弘行
姉妹番組『有吉ジャポン』が放送開始まで、不定期で出演が多かった。
郭文玉
東京・新橋にある中華料理店の店主。大久保佳代子（オアシズ）に似ていることで知られた人物で、2013年9月8日に大久保の交際報道を取り上げた際に初登場。その後は大久保や郭に関係のないニュースでもコメント出演した。夫とともに出演することもあった。
河野通夫
東京・浅草にある鯨料理店の「船長」（店主）。2014年4月6日に南極海捕鯨事件の裁判で日本が敗訴したニュースを取り上げた際に初登場。その後は郭同様、捕鯨や河野に関係のないニュースでもコメント出演し、冒頭で「バカヤロー」と叫ぶことが恒例になっていた。元芸人でビートたけしの先輩にあたり、河野が面倒を見ている浅草の芸人とともに出演することがあった。
岡本夏生
タレント。「偶然居合わせた」という設定で奇抜な衣装で出演することが多かった。
加藤シルビア
TBSアナウンサー。ロケ企画で、田中みな実が出演できない際に代わりにリポーターを務めた。ただし、2013年7月以降出演の機会がなくなっている。
佐藤渚
当時TBSアナウンサー。ロケ企画で、田中みな実が出演できない際に代わりにリポーターを務める。番組での愛称は「ナギパン」。
葉加瀬マイ
美馬怜子
藤田富
和田アキ子
2018年2月25日など新曲発売時などにスタジオ出演するが、『アッコにおまかせ!』の放送があるため、一部のみ。
武田一顯
出演時点ではTBSラジオの国会担当記者で、元JNN北京支局特派員。「国会王子」の愛称とともに、TBSラジオの名物記者として知られた。
2010年1月17日に前日に開かれた民主党大会、9月5日に民主党代表選告示の解説でスタジオ出演した。11月14日までは、武田が中国通でもあるため、政治や中国関係の解説でたびたびVTR出演した。
その後は、2011年6月以降、政治や中国のニュースで大きな動きがあると、解説のためスタジオ出演している。10月9日に大物政治家が通う料理店を武田が紹介するロケ企画「真相食堂 バンめしキシャ!」（日本テレビ系『真相報道 バンキシャ!』のパロディ）に出演した。2018年6月に、TBSラジオの記者職からTBSテレビの営業職へ異動。
蒼天のハリー（2018年3月25日初出演）
橋本マナミ
グラビアアイドル。「国民の愛人」をキャッチコピーにしている。
池田エライザ

#### サンジャポファミリー
「サンジャポファミリー」とは、本番組を視聴していることを公言したり過去に本番組に出演したことのある有名人、もしくはその集団を指す。任意で加入できる。VTR出演しただけの有名人でも、決め台詞として「サンデージャポン」と言わせただけでサンジャポファミリー扱いしたりなど、基本的に番組側で本人の承諾なしに勝手にファミリー入りさせるのだが、自分から「ファミリーになりたい」と立候補した人に対しては厳しい条件を課す。中でも「裏ファミリー」は、不祥事・スキャンダルに関わった曰く付きの人物や強烈な個性を持つ一般出演者が多くを占めている。
本項では主な人物のみ記述しているが、現在では「サンジャポファミリー」のほかに「サンジャポ〇〇ファミリー」（〇〇は出演番組名や活動範囲などその人物の属性が入る。『櫻井・有吉THE夜会』に出演する櫻井翔を「サンジャポTHE夜会ファミリー」とするなど）として、深い関係がなくても複数出演しただけの「ファミリー」が多数存在する状況になっている。
岩井健浩
出演の時点ではTBSアナウンサーで、放送上は取材キャスターを務めていた平日夕方帯のニュース（『JNNイブニング・ニュース』→『総力報道!THE NEWS』→『Nスタ』）での取材映像の流用を通じて出演。
「サンジャポジャーナリストの憧れ」とされていて、『THE NEWS』の開始に際しての記者発表では、「サンジャポジャーナリスト憧れの存在であり続けられるように頑張ります」との抱負を述べていた。後番組『Nスタ』の取材キャスター時代に本番組の取材を受けたこともあるが、2011年秋にアナウンス部から制作部門に異動してからは登場していない。
亀田興毅
元プロボクサー。日本初の世界3階級王者。弟の大毅や和毅、父の亀田史郎（トレーナーライセンス取り消し以前）もVTR出演していた。
木村拓哉
2009年5月17日（当時SMAPのメンバー）の放送で、自身が主演するドラマ『MR.BRAIN』の番宣でVTR出演し、自ら「サンジャポファミリー」に名乗り出た。
小口雅之
プロボクサー。 かつらを装着して試合に臨んだことで話題になった。2006年9月5日、後楽園ホールでの試合前に「サンジャポファミリー」入りを自ら希望。番組スタッフから提示された条件どおりに、試合に勝利した直後「サンデージャポン」とリングで叫んだ。控室に戻ってからスタッフより「サンジャポファミリーバンド」（後述）が贈られた。
在京キー局の地上デジタル放送推進大使
同大使のTBS代表である竹内香苗（後述）が本番組アシスタントだった頃、大使としての職務に密着した取材の際に全員がサンジャポ各局支部所属の「サンジャポジャーナリスト」という肩書きを与えられた。島津と丸川は大使を中途退任しており、他のアナウンサーが後任を務めたが、「サンジャポジャーナリスト」も引き継いだかは出演することがなかったため不明である。
- 島津有理子（当時NHKアナウンサー）
- 馬場典子（当時日本テレビアナウンサー）
- 中村仁美（当時フジテレビアナウンサー）
- 丸川珠代（当時テレビ朝日アナウンサー）
- 森本智子（当時テレビ東京アナウンサー）

中山秀征
タレント、司会者。かつて西川史子や山中秀樹（後述）がレギュラー出演していた日本テレビの情報番組『ラジかるッ』（『バゲット』の前身）の司会。現在は、『シューイチ』（日曜7:30 - 10:25） メインキャスター。
東国原英夫
政治家、元タレント。宮崎県知事当選後、知事として番組に生出演。その後も度々VTRで登場している。宮崎県では本番組は放送されていない（後述）。
番組からは、橋下と共に「サンジャポファミリー知事」と呼称されていた。
福留功男
元日本テレビアナウンサー。2008年9月まで裏番組だった『いつみても波瀾万丈』（日本テレビ系列）の司会者だったが、番組終了後の2008年10月12日に「元・裏番組司会者」の肩書きで出演。
この回から、同時期に終了したTBS系列の情報番組『ブロードキャスター』の名物コーナー「お父さんのためのワイドショー講座」をもじった「福留さんのためのワイドショー講座」という企画を開始する。その次の週より「福留さん黙認…」と冠されるようになり、その後、晴れて「福留さん公認…」となった。
その後しばらくはスタジオにも定期的に出演し、VTR出演の際は「サンジャポ名誉ファミリー」と紹介された。
サンジャポ裏ファミリー
VTRで「出オチ」「コメディ要員」として駆り出される人々。番組に集中的に出演し、1か月程度で画面から消えてしまうが、思い出したように突如出演することもある。現在では「裏ファミリー」の区別はしていない。
☆のマークが付いているのは、過去に番組ホームページで「サンジャポ裏ファミリー」として紹介されていた人物。
宅八郎
おたく評論家。おたく関連のニュースの際に出演。衆議院議員・辻元清美に一方的に好意を寄せているとの設定。「北朝鮮通」だという知人（顔・名前は不詳）がおり、その人物が所有している貴重なVTRを番組に提供している。2020年8月11日に57歳で逝去。
三浦和義
作家、「ロス疑惑」の容疑者。裏ファミリーのドンである高須基仁の紹介で、殺人事件のニュースを報じる際にVTR出演していたが、太田ら出演者は「どう扱っていいか分からない」と、終始困惑していた。
2006年のサッカーワールドカップ開催時に、同じ読みのサッカー選手・三浦知良（カズ）にインタビューを敢行したが、サッカーをまったく知らなかったため、ワールドカップの通称である“W杯”を「ダブリューはい」とそのまま読んでしまい、カズを苦笑させていた。
2007年4月5日に窃盗（万引き）で現行犯逮捕されてからは出演しておらず、2008年10月11に61歳で逝去。
宮塚利雄
元山梨学院大学教授。北朝鮮問題の時にVTR出演し、コメントする他、コレクションしている北朝鮮の日用品などを披露していた。夫人の「まーちゃん」も出演することが多かった。
上野の巨匠
東京・上野恩賜公園周辺で、道行く人や風景を描いている3人の「画伯」。オリンピックの金メダリストなど時の人や話題のニュースに関連した絵を描き、披露していた。
"アニー伊藤"こと伊藤光男☆
テリー伊藤の実兄で、『丸武』（テリーの実家でもある築地の玉子焼店）の社長。テリーに関連したニュースに続いて、『丸武』の店先で収録されたVTRを通じて、弟思いのコメントを寄せていた。2020年12月19日に80歳で逝去。
一宮章一☆
プロレスラー。当初は、後述の沢田亜矢子の元夫・松野行秀（ゴージャス松野）の宿敵として出演していたが、2007年、騒動になった横綱・朝青龍（当時）の問題について、先代・高砂親方の長男としてコメント、以来「サンジャポ相撲担当ジャーナリスト」を務めるようになった。実弟である一宮章広はかつて朝青龍のマネージャーだった。
2008年3月2日にジャーナリストに昇格。
オデヲン（オデヲン・ド・イザベラ）☆、米山ババ子、舞華、善光寺ガチャ子
新宿・歌舞伎町のニューハーフバー「ひげガール」に勤務する3人。主に3名（+1人）で出演し、事件や芸能ニュースにコメントを寄せる。米山ババ子は2021年6月26日に72歳で逝去。
北川文化☆
女性作詞家。サンジャポ公認の北京オリンピック日本代表応援ソング『北京オリンピックの歌 ガンバレ日本!』をはじめ、サンジャポ公認ソングをいくつか作詞している。
ゴージャス松野☆
沢田亜矢子の元夫で、タレント、プロレスラー。「スーパーフリージャーナリスト」を自称する。前述の一宮章一は所属団体DDTプロレスリングの社長を務めていた。
再婚した演歌歌手の田代純子も裏ファミリーの一員。
高須基仁☆
出版プロデューサー。「サンジャポ裏ファミリーのドン」として、芸能ニュースのご意見番的役割を務める。
テレンス・リー
元傭兵。「サンジャポ危機管理分析室キャップ」を務める。
2005年度版『非常に危険です!! カレンダー2005』が増刷に増刷を重ねる人気となり、2005年4月に、サンジャポ初の番組本『テレンス・リーの非常に危険です!! 現代社会を生き抜くための危機管理マニュアル』（学研、ISBN 978-4054027572）やDVD『その男…非常に危険です!!〜Code Name テレンス・リーの世界〜』が発売された。
パンク町田☆
動物の専門家。「サンジャポ専属動物研究家」として、動物に関する出来事・事件などが発生すると出演する。
有山いいとも!☆
フリーのプロレスラー。体重160kgを誇る巨漢。番組公式サイトでは、「元有山サンデージャポン」名義。
頼朝社長☆
新宿・歌舞伎町の元有名ホストで、ホストクラブ『Club RYUGUJO』の社長。
"ロイヤル森田"こと森田勉☆
ブランド品店『ブランド王ロイヤル』社長。氣志團のようなリーゼントヘアと白手袋という出で立ちで、数々のテレビ番組に出演している名物社長。番組プレゼントの提供者。

#### 番組初期の出演者
江口ともみ
たけし軍団・つまみ枝豆の妻。初期にリポーターとして出演していた。
小杉みさ（現・西宮七海）
「サンジャポお天気お姉さん」として、なぜか水着姿（ビキニ限定）で屋外から季節の風物をリポートしていたが、肝心の天気についてリポートをすることは稀であった。
その後、2007年4月29日に「西宮七海」名義で出演し、お笑いに転向していたことが判明した。
たかだゆうこ
初期にリポートを担当していた。

### サンジャポジャーナリスト
基本的にジャーナリストはディレクターやアシスタントディレクター（AD）、構成作家らが担当している が、稀にジョニー大倉（「サンジャポ・ロックンロールジャーナリスト」）のようにサンジャポファミリーが務めるケースもある。
- 曵地伊智朗 - 西川の恩人として『仁義換金』（テレビ東京）に出演したことがある。
- 小日向アツシ - カメラに走り寄ってくるリポートと坊主頭が特徴。
- 山川俊司 - 構成作家。AKB48・ももいろクローバーZ・武井咲などアイドルのインタビューを担当することが多い。真樹日佐夫を担当しており、真樹主宰の道場にも入門させられていた。2012年4月より番組公式サイトの企画でファミリーレストランのメニューのみをカロリー計算しながら食べる「ファミレスダイエット」を実践しており[20]、2013年3月に『サンデージャポン山川俊司ジャーナリストの僕のファミレスダイエット』（TBSサンデージャポン 山川俊司ジャーナリスト著、宝島社、ISBN 978-4800207517）として書籍化された。坊主頭が特徴。
- 山田晃久 - カメラに向かって目力を強調しながらリポートする。
- 渡邉健吾
- 小林蓮作
- 松藤瞭太 - 早口
- 宮内 - 苗字のみで名前は非公表。謎の打楽器音とともに登場することが多い。

#### TBSアナウンサー
番組アシスタントだった田中みな実、吉田明世らがリポーターを兼務したり、2018年後半〜2019年初頭には宇垣美里が集中して起用されたりしてきたが、現役のアナウンサーがリポートに出ることは少なかった。
2019年4月以降は、当時のアシスタントだった山本里菜に加えて、下記の若手アナウンサーもリポーターとして登場。
- 良原安美 - 2022年4月3日に山本の後任扱いでアシスタントへ就任してからも継続[12]。
- 若林有子（2022年4月3日[21] - ）[注 11]
- 浦野芽良（2024年12月8日[22] - ）[注 12]

#### 過去のサンジャポジャーナリスト
- 太田淳一（総合） - 現:株式会社ハマーテレビジョンに創立し、代表取締役となる。「あさチャン!」「グッとラック!」総合演出や「サタデーステーション」「サンデーステーション」ディレクターを務めている。
- 大原真人 - 腰に手を当ててリポートする。
- 細矢将司
- 日山裕文（芸能） - 現:株式会社DFE（地球防映軍）に創立し、代表取締役となる。「グッとラック!」プロデューサーを務めている。
- 神野基彦 - チーフ。肺気胸になって以来、禁煙をしている。実験ジャーナリスト。現:株式会社DFE（地球防映軍）取締役となる。「グッとラック!」ディレクターを務めている。
- 里田剛
- 津村有紀 - 現在は報道局コンテンツ戦略室長のプロデューサーを務めている。
- 奥村美津子
- 石嶋悠香
- 大岩剛之(現・大岩タカユキ) - 株式会社UNITED PRODUCTIONS（旧社名はBIG FACE）執行役員 副社長を経て、現在は株式会社大谷山代表取締役となる。
- 十文字岳[注 13] - 坊主頭が特徴、「サンデーツルツル」と名付けられたことがある。亀田兄弟ネタ担当だったことがある。
- 久我雄三 - 十文字や小日向同様に坊主頭。2010年7月、報道局に異動した[23]
  - 十文字・小日向・久我は、芸能人への取材時は3人揃って登場し、一斉に相手にマイクを向けた。
- 持田謙二 - 以前はお笑い系のネタの際に度々登場したが、若手の台頭により、現在は事件系のリポートが多い
- 小林のん - 構成作家。大仁田厚や東国原ネタの時は必ずジャーナリストとして登場。サンジャポジャーナリストのエース的存在。スタジオでは、VTRで紹介された商品を運ぶなどアシスタント的な役割が多い。「紺スーツ&三つ編み&メガネ」で通称「のんちゃん」。芸能人の共同記者会見においての質問内容が他のメディアに取り上げられることが時々ある。
- 小高 - 小林のんと一緒にリポートすることが多い。笑顔の小林とは対照的に無表情。
- 小坂知子 - 胸元を強調した衣装で登場、2010年7月25日に大型新人ジャーナリストとして初登場、2010年8月以降は出演もほとんどなくなり、出演しても胸元を強調した衣装ではない。
- 平松彩香 - 2012年4月から出演。髪をツインテールに縛り、仁王立ちで登場することが多い。
- 海老原沙季 - 生気がない表情で、棒読みのリポートをたどたどしく行い、スタジオの笑いを誘う。
- 島崎栄生 - 顔を前後に動かしたり、雑誌を顔の横に近づけて動かしたりなど、奇妙な動きが特徴。
- 石井エリザベス玲子(現・松田エリザベス玲子) - ハーフの美女ジャーナリスト。制作部を離れ、現在はビジュアルデザインセンターデザイン部所属。
- 垣内ちひろ
- 宮川剛史
- 中島知大 - 坊主頭が特徴。
- 鈴木秀明 - クール・ビズでサスペンダーをしている。「ファミレス婚活ダイエット」を実践していた[24]。
- 細川隆平
- 山田ちほ - 嵐・櫻井翔のファンで、櫻井にインタビューした際に泣き出したことがある。
- 倉橋雄亮
- 金子大地
- 西川なる美 - 無表情。宮内と一緒に登場する場合も。
- 黎景怡 - 中国語でリポートする。情報制作局情報3部を離れ、コンテンツ制作局ドラマ制作部を経て、現在は総合編成本部編成部所属。
- 鎌田悠 - イラストを描くことが多い。
- 内堀杏美 - 収録でもイヤーモニターをつけて生中継風にリポートする。
- 山脇和佳奈 - 黒田と双子の設定。
- 黒田菜月 - 山脇と双子の設定。
- 畑舞香 - 吉田アナ(当時)と同期である。情報制作局情報3部を離れ、人事労政局人事部を経て、現在は情報制作局に出戻り、情報1部所属。「THE TIME,」などプロデュースを務める。

#### 過去のTBSアナウンサー
- 山本里菜
- 田村真子
- 宇賀神メグ
- 篠原梨菜
- 近藤夏子
- 山形純菜（2024年1月14日[25] - 12月22日）[注 14]

## 放送時間
| 期間       | 期間       | 放送時間（日本時間）         |
| ---------- | ---------- | ---------------------------- |
| 2001.10.07 | 2010.03.28 | 日曜日 10:00 - 11:24（84分） |
| 2010.04.04 | 2014.03.30 | 日曜日 10:00 - 11:23（83分） |
| 2014.04.06 | 現在       | 日曜日 10:00 - 11:22（82分） |

- 2005年4月からTBSほか一部地域のみ『もうすぐサンデージャポン』（9:54 - 10:00）、2010年4月からTBSのみ『サンデージャンクション』（11:23頃から）がそれぞれ別途放送されている。

## コーナー
今週のサンジャポ的ワイドショー講習
一週間に起こったニュースを『サンジャポ』スタッフの「関心度」で順位付け（実際は番組構成の順番をカウントダウンとして表現しているのみで大きな意味はない）し紹介する。2008年秋改編で終了した同局の『ブロードキャスター』の一コーナー「お父さんのためのワイドショー講座」のセルフパロディでもある。下位のニュースの場合は他番組の素材のみで済ますこともある。コーナー開始当初は、ロケ時間の長さでの順位（下位で他番組素材のみの場合は「ロケ時間 0時間00分00秒」）とし、後に編集時間の長さ順で扱われていたが、現在はランキングに関係ないため時間表示の演出はなされていない。
前述のように2008年10月12日の初回のタイトルは「福留さんのためのワイドショー講座」（福留功男がスタジオ出演していたため）。その後は「福留さん黙認!みなさんのためのワイドショー講習」のタイトルだったが、2009年1月11日に「福留さん公認! - 」となった（CM前の予告では「福留さん完全公認」という表現になっていた）。その後、2010年2月から福留の冠が外れ上記タイトルになっている。
デーブ・スペクターのワールドワイドニュース（DAVE SPECTER’S WORLD WIDE NEWS）
一週間内に日本以外の世界各国で起こったニュースや衝撃映像をデーブがプレゼンする。コーナーの冒頭でデーブはカメラ越しに出演者（ゲストの確率が高い）の名前に因んだ寒い駄洒落を発し、その出演者の困惑した顔がカメラのズームで映し出されたり、ツッコまれたりするのがお約束となっている。このデーブの駄洒落が後述のエンディングで懺悔の対象として反映される事が多い。一時期ジャスティン・ビーバーに関してのニュースを取り上げる事が多い時もあった。
Catch The Japon
2016年11月13日以降、流行や社会現象を特集するコーナー。
番組予告
『有吉ジャポンII ジロジロ有吉』『櫻井・有吉 THE夜会』『NEWSな2人』の予告が、CM枠ではなく番組の一部として放送される。
本日のお詫び
2007年7月1日より。エンディングのコーナー。太田に指名された出演者1人（複数人や太田自身の場合もある）が、スタッフロールのバックで懺悔する。画面上部に番組終了までのカウントダウンが表示される。

### 過去のコーナー
- 今週の爆笑THE一週間
- 爆笑THE一週間・今週の○人
- サンジャポ体育天国
- 高田万由子の世界ウルウル滞在記
- テリー伊藤のニッポン裏社会
- WORLD WEEKLY NEWS JAPON
  - その週の各種ニュースを短く紹介する。『ニュースJAPAN』（フジテレビ系）のパロディコーナー。暗転したスタジオから青木が本家の滝川クリステルよろしく斜め横を向いてメインキャスターを務める。「サンジャポ（スポーツ&）芸能ステーション」に取って代わられ終了。
- サンジャポ（スポーツ&）芸能ステーション
  - 一週間の芸能ニュースを一気に紹介する。不定期にスポーツニュースも一緒に取り上げる。「ワイドショー講習」に取って代わられ2008年秋に終了。
- JAPOイチ!
  - 週替わりのテーマで今後流行が予想されるアイテム等を取り上げるのが基本であるが、稀に短いドキュメンタリーを放送することもある。日本航空を特集した際はタイトルが「JALイチ!」に変わっていた。
- サンジャポ波瀾万丈
  - 2008年9月まで裏番組だった『いつみても波瀾万丈』のパロディ。内容は上記の「じゃぽ熱大陸」と同様。2007年5月13日・20日はこの年にフリーアナウンサーとなった山中秀樹が、2007年10月7日・14日はホストクラブ『Club RYUGUJO』の頼朝社長が取り上げられた。
- 高橋ジョージのらあ麺ロード!
  - 高橋ジョージがゲストを迎えて、都内のお勧めラーメン店を廻る。実際の題字は「面」の部分を「男」に替えた造字が使われている。2009年11月29日はラーメンを鍋料理に置き換えた「高橋ジョージの鍋ロード!」が放送された。
- サンジャポ女子ラーメン部
  - 青木と西川が担当。「高橋ジョージのらあ麺ロード!」の実質的な後継、「サンジャポ西川会」の前身となる企画。2010年度以降より。
- 緊急!ありえねっつーの企画
  - 小林のんの担当コーナー。いわゆる宣伝枠で、TBSの新番組・注目番組や、TBSが関わっている映画の出演者にインタビューする。元々は映画『花より男子F』出演者への取材コーナーであったため、『花より男子』の名ゼリフからこのタイトルが付けられた。
- あやこの知らない世界
  - 2008年8月31日から。自称「社会派セレブ」の西川が、現代社会の「禁断の現場」に潜入取材する社会派企画。位置づけとしては以前テリー伊藤が担当していた「ニッポン裏社会」のコーナーに近い。西川が出演できない場合や必要が生じた場合などは自称「社会派女子アナ」の青木が代演し、表題も「ゆうこの知らない世界」となる。
- テリーの実話JAPON
  - 2011年1月16日から。テリー伊藤がナビゲーターを務める硬派ドキュメンタリー企画。
- 潜入!タイゾースコープ
  - 2011年5月29日から。タイトルや内容は『〜あらゆる世界を見学せよ〜潜入!リアルスコープ』（フジテレビ系）のパロディ。杉村太蔵が話題になっている企業の工場を見学する。
- デーブの芸能界イニシャルトーク
  - エンディングのコーナー。デーブ・スペクターしか知らないであろう芸能ニュースやスキャンダルをイニシャルで紹介する。
- 情報ライブ みな実屋 → 情報ライブ ○○屋 → 情報ライブ よしだ屋
  - タイトルは『情報ライブ ミヤネ屋』（読売テレビ・日本テレビ系）のパロディ。最新の流行やグルメ情報を取材するコーナーで、2010年9月12日から「みな実屋」のタイトルになった。
  - 当初は田中みな実がメインのリポーターで、田中が仕事の都合で出演できない場合は青木裕子や加藤シルビアらが代演し、表題も「情報ライブ アオ木屋」「情報ライブ シルビ屋」などに変わっていた。田中がアシスタントに昇格しメインのリポーターが不定になった（田中はサブのリポーターとして出演していた）ため、2013年1月13日から、正式タイトルがリポーターごとに変わる「情報ライブ ○○屋」（初回は児嶋一哉が担当する「情報ライブ カズ屋」）に変更。2014年10月5日からは、吉田明世がメインのリポーターとなり「情報ライブ よしだ屋」に固定されている。
- デーブのアメリカンニュース
  - 月1回の恒例コーナー。デーブ・スペクターが、アメリカの衝撃的なニュース映像と、デーブ自ら発掘した米国テレビ番組の名シーンを紹介する。中でも、『ディール・オア・ノー・ディール』という番組が取り上げられたときは反響が大きく、『ザ・ディール』として日本版が放送されるきっかけになった（『サンジャポ』とほぼ同じスタッフで制作された）。
- サンジャポ西川会
  - 2012年1月22日から。西川史子と「旬の女たち」が料理を食べながら語り合う女子会企画。「西川会」は西川がプライベートで主催する飲み会の名称でもある（西川史子#来歴を参照）。
- テリー伊藤のモテ散歩!
  - 2012年1月29日から。テリー伊藤が準レギュラーのグラビアアイドルらと食べ歩きをする。途中で銭湯に立ち寄るのが恒例になっていた。
- ドキュメンタリー企画
  - 話題の人物に密着するコーナー。タイトルは他番組のパロディであるが、内容は真面目なドキュメントであることが多かった。
  - じゃぽ熱大陸
  - ジャポフェッショナル 私事の流儀
  - 女の真相報道 ジャポキシャ!
  - サンジャポ的 ザ・ノンフィクション
  - サンジャポ的 クローズアップ現在
  - 密着!THE ドキュメンタリー・ジャポン

## 雑記
主に明るい話題の場合は、VTRに登場する芸能人などが本番組向けにコメントする際に「サンジャポファミリーの○○（名前）です」と自己紹介をする。最後に「サンデージャポン」と言ってVTRを締めたり、裏番組だったフジテレビ系列『笑っていいとも!増刊号』から、「また出演してくれるかな?」「いいとも!」などのやり取りが交わされる。
番組内で本番組以外の情報や報道番組、新聞などを紹介する際、「超人気番組」「超一流番組」「超一流新聞」などと持ち上げており、他局の番組も同様に称している。
本番組のコンセプトは「出演者全員で漫才をやる」「時事ネタをカジュアルにイジろう」「スタジオで起きることを全部笑いにしよう」であり、当番組で太田が発するボケも含め出演者の発言はすべて台本が存在し、その中から選んで発言していることを太田が言及している。
番組のスタートから数分間VTRを流した後にスタジオパートに入るが、放送時間の都合からか、司会の爆笑問題の2人はカメラに向かって視聴者に対して挨拶せず、冒頭放送されたVTRの話題を語る。
本番組は開始当初から番組販売（ローカルセールス）扱いで、番組開始時は6局ネットに過ぎなかったが、徐々にネット局を増やしている。本記事のネット局に記す。

## 評価
2013年のみのもんたに関する一連の騒動を報道した際に、出演者が皆みのに批判的な発言をしなかったが、内容によって報道の取り扱いの差、笑いを意識した過剰な演出、出演者の発言、などで批判もみられる。2016年初頭のSMAP解散騒動で『SMAP×SMAP』の謝罪放送について、他局の情報番組も映像の使用が許可されたが当番組は一切使わずに番組関係者がSMAPメンバーに扮してVTRで再現VTRし、視聴者から批判とお笑いとして好意的な反響とがみられた。

### 問題になった放送内容
- 2007年2月11日放送で、厚生労働大臣の柳澤伯夫へ国会で「子供を二人以上持つことが健全」の発言の真意を問う質問に続けて、「子供を産む機械」発言に対する謝罪を繋げて放送。実際は謝罪していないのに謝罪している、との誤った印象を与えかねない内容になっていたため、のちにTBSは不適切な編集だったとして番組内で謝罪した[29]。
- 2006年後半から2007年初頭にかけ、時事ニュースに関する秋葉原での街頭インタビューで、少なくとも4件（Microsoft Windows Vista発売、ホワイトカラーエグゼンプション問題、メイド喫茶従業員が暴漢に襲われた事件、ハロプロ未成年メンバーの喫煙による解雇）において、「秋葉原の街行く人に聞いてみた」とナレーションが付いていたにもかかわらず、同一の人物がインタビューを受けていたことが判明。のちに番組関係者からこの人物への出演依頼とインタビューの回答内容の指示が明らかになった。TBSは「バラエティー番組なので、演出の範囲内だと考えているが視聴者に誤解を与えかねないものだった」と釈明した。実際、この件以外にも互いに関連性のないロケ現場にキャラクターの濃い素人が偶然を装って繰り返し登場して笑いを取る演出がおこなわれていた。その後、同番組は街頭インタビューを今後行わないことを決定したと発表した。4月27日、総務省はこの問題に対し、「無作為のインタビューと見せかけてやらせを行った」として、情報通信政策局長名の文書による厳重注意の行政指導の処分を下した[30]。この件については爆笑問題の著書でも触れられており、太田のセリフとして「バラエティ番組としての倫理もあるけど、それはこれまでの話。どこまでがオッケーなのか、新しい基準が出てくるまで話し合ったほうがいい」と書いている[31]。
- 2008年10月、大阪府門真市の保育園の畑が道路建設のため行政代執行で強制収用された際、保育園が園児らを現場に並ばせたと放送した。これに対し保育園の理事は「事実に反する放送をされ、名誉を侵害された」とBPO（放送倫理・番組向上機構）に申し立てた。2009年8月7日、BPOは同番組に対し「重大な放送倫理違反」だとして勧告[32]、8月9日の放送で謝罪した[33]。
- 2020年5月3日の放送で、新型コロナウイルスの感染拡大防止策で政府が配る布マスクの一部を調達したユースビオ社について、経済評論家の岸博幸が「マスクを受注したのは政府の人間とつながりがあったから」と発言したことに対して、同社の代理人弁護士は、虚偽の情報により「癒着に基づく不正があった」との誤解を招き名誉を傷つけられたとして、謝罪、損害賠償、放送内容の訂正や主要紙への謝罪広告を求める通告書を11日付でTBSと岸に送付した[34][35]。それに対しTBSはユースビオ社に「評論の範囲であり、名誉棄損には当たらない」との回答を行っている[36]。
- 2024年10月6日放送分において、第1次石破内閣について取り上げた際に元衆議院議員の金子恵美に対して行ったインタビューの中で金子が総務大臣の村上誠一郎について語っていた内容が放送上ではこども政策担当大臣の三原じゅん子について語ったと伝えられた。TBSは同月8日に番組公式サイト並びに『ひるおび』、同月13日の本番組にて謝罪した[37][38][39]。

## その他
- 2007年3月25日は、番組開始前に能登半島地震が発生。番組は冒頭数分のみの放送でそのまま報道特番になった。この日は芸能界引退を表明していた飯島の最後の出演だったが、生放送では挨拶もないままの降板になった。このため当日は急遽生放送から収録に切り替えられ、翌週4月1日に放送された。飯島はこのことについて自身のブログで「人命と私の引退は、比べるに値しない。今は、そっと、被害が最小限に収まる様に見守りましょう。と、サンジャポ一同そう決意してましたよ。みなさんも、おなじでしょ?!」とコメントした[40]。
- アメリカのタブロイド「WEEKLY WORLD NEWS」が選ぶ2010年度の「バッドボーイアワード」を受賞した。「世界で最も優秀なメディアや作家を表彰する権威ある賞」とされ、アジアのメディアでは初めての受賞となった[41]。
- 2012年7月13日深夜（一部系列局で遅れネット）にスピンオフ番組『有吉ジャポン』が放送された。有吉弘行と田中みな実が司会を務め、ゲストコメンテーターに西川史子・藤森慎吾・太田光代らが出演した。セルフパロディではあるが、「深夜ならではのディープで骨太な情報番組」[42] としており、歌舞伎町風俗の現状や「ネオヒルズ族」（インターネットビジネスで短期間に大金を稼ぐ人たち）などのドキュメントを放送した。初回は単発の特別番組だったが、10月9日よりレギュラー番組となっている。
- 放送中にニュース速報が入った場合、その部分のみJNN協定が適用され、非ネット局では各々の通常番組を中断して放送される。
- TBSのドラマ『監獄のお姫さま』の初回冒頭（2017年10月17日）で、本番組が登場した。菅野美穂が演じる経済アナリストと伊勢谷友介が演じる乳業メーカー社長がゲストコメンテーターとして出演する設定で、爆笑問題と吉田明世が本人役で出演。そのほかのレギュラー・準レギュラーコメンテーターは「メンバーによく似た“それっぽい”人（偽物）」が出演した[43]。
- 2018年7月15日には、バーチャルYouTuberのキズナアイがコメンテーターとして生出演した[44]。
- 2019年2月3日は、太田がインフルエンザに罹患したため、番組開始から17年4か月で初めて欠席。その代役で橋下徹が出演した。また、太田は同年3月30日の『ENGEIグランドスラム』（フジテレビ系）の生放送出演中に転倒し側頭部を打ち、検査では異常がなかったものの大事を取って翌31日にも欠席[45]。ゲストとして出演予定だった宇垣美里が代役を務めた[46]。
- 当番組の母体番組に当たる『爆報! THE フライデー』では、山本里菜がアシスタントを担当していた2019年4月5日放送分に、（山本を含む）当番組の歴代アシスタントが全員揃って出演した[47]。
- 2020年8月30日放送分では、MCの田中とアシスタントの山本が新型コロナウイルスへの感染によって休演したため[48][49]、当初ゲストとして出演する予定だった飯尾和樹（ずん）を田中の代役、『爆笑問題の日曜サンデー』（TBSラジオ）でアシスタントを務めている[注 15]良原安美（TBSテレビアナウンサー）を山本の代役に立てた[50]。
  - 当番組では、田中・山本の感染が確認されたことを受けて、確認の直前まで2人に接触した可能性のある制作スタッフ全員にPCR検査を受けさせる措置を講じた[50]。この措置とは別に、太田と爆笑問題のマネジャーも自費で検査を受診した[51] 結果、8月29日までに全員の陰性が確認された。
  - 8月30日放送分では、制作スタッフ全員の陰性が確認された旨をオープニングVTRで紹介した後に、太田が当番組としての判断や田中・山本の病状を説明。「（日本国内で感染者が急増していた）4月に感染が確認されていたらスタジオ自体を閉鎖していたかも知れないけど、感染の状況も日々変化している。『今週の放送をどうする』などと検討しながら、スタッフ全員がPCR検査を受けた結果陰性だった。これ（PCR検査の結果）が絶対（感染していないという証明）ではないので、状況証拠で判断するしかないけれど、この番組としては『スタジオ内でクラスターは起きておらず、（田中・山本とも）個別の感染だろう』と判断した。田中は（先に感染が確認された妻の山口もえを含めて）一家で入院しているが、山本は平常時の体調に戻っている」と語った[52]。
    - 山本は、2度のPCR検査で陰性が確認されたことを受けて、入院先の病院を9月5日に退院した。ただし、退院後も当分自宅で静養する意向を示していた[53] ため、翌6日放送の当番組には良原が引き続き代演。田中の代役には、「フォルムが田中と似ている」という理由で、せいや（霜降り明星）を充てた。せいやが番組のMCを単独で務めることは初めてで、MC代理への起用は当日のオープニングまで伏せられていた[54]。
    - 田中一家も、山本と同様の経緯で、9月7日までに全員退院した[55]。翌週（13日）放送分から、山本が出演を再開[56]。田中は退院後も自宅で療養している関係で、同日のスタジオ出演を見合わせたため、番組のMCを単独で担当したことがなかった岡部大（ハナコ）を田中の代役に起用した[57]。ただし、田中も放送中に自宅から電話で出演。出演の翌週に受けた2回目のPCR検査でも陰性が確認されたことを受けて、9月20日放送分からスタジオ出演を再開した[58]。ちなみに、岡部からも12月下旬に新型コロナウイルスへの感染が確認されている。

  - 田中は過去にも、伝染性単核球症（通称「キス病」）への感染による入院を理由に、2012年11月18日放送分を休演していた[59]。ただし、当日の放送では代役を立てていなかった。
  - 山本は2021年にも、新型コロナウイルスへの感染に起因する事情で、3月21日放送分を休演した。別の担当番組のスタッフに感染が確認されたことに伴う措置で、自身は濃厚接触者とみなされていないが、同日放送分には良原が再び代演している[60]。
- 田中は、2021年1月21日（木曜日）の未明に、自宅で激しい頭痛を発症。病院への救急搬送を経て、前大脳動脈解離によるくも膜下出血および脳梗塞が生じていることが判明した。実際には同月27日（水曜日）に退院したが、搬送後の診断で1ヶ月ほどの休養を求められたこと[61] から、退院後も2月14日放送分まで休演。休養期間中の放送では、以下の人物を田中の代役に立てている。代演者の具体名については、2020年の休演期間中と同様に、代演当日のオープニングまで非公表。太田以外の共演者にも、本番に入るまで知らされていなかった。なお、田中は休養中のMRI検査で異常を認められなかった[62] ため、2月21日放送分から復帰した。
  - 1月24日：上田晋也（くりぃむしちゅー） - 『太田上田』（中京テレビ）という共通の冠番組を持つなど、太田との長年にわたる縁を背景に起用。2020年の田中の休演（前述）に際しても、太田から代役を打診されていたが、スケジュールの折り合いが付かずに代演を見送っていた[63]。このような経緯を踏まえての代演であったことから、太田は「日本一のMC」というフレーズで上田を紹介[64]。
  - 1月31日：高橋茂雄（サバンナ） - 「どんな大物でも自在に操るその司会っぷりが、まるで“猛獣使い”と称賛されている」という紹介を受けて登場[64]。
  - 2月7日：井上貴博（TBSテレビアナウンサー） -『Nスタ』（平日版）のメインキャスター。
  - 2月14日：松陰寺太勇（ぺこぱ） - 過去の代演者はシルエットを映されてからスタジオに登場していたが、髪型や背丈などに特徴があることから、このような演出を割愛。相方のシュウペイも、ゲストパネラーとして出演した[65]。

## 年末年始拡大版
2002年度から2004年度にかけて、年末年始に拡大版が放送された。2012年度に拡大版が復活。2002年度・2004年度は生放送ではないため、ニュースはあまり取り扱われなかった。
- 2002年度
  - 『新春サンデージャポン爆笑芸能界（秘）問題SP』
  - 2003年1月2日 13:00 - 14:54
- 2003年度
  - 『ゆくジャポくるジャポ!サンデージャポン!3時間ぶち抜き年末スペシャル!今年の顔100人!!』
  - 2003年12月28日 10:00 - 12:54（11:30 - 11:45は『JNNニュース』のため一旦中断）
- 2004年度
  - 『お正月だよ!呼んでないのに大集合!一富士・二鷹・サンデージャポン!』
  - 2005年1月2日 11:40 - 13:45
一部地域を除いて放送。レギュラー放送をしていない地域でも放送された。好評だったため、4月にレギュラー放送のネット地域が拡大された。
- 2012年度
  - 『爆報! THE フライデー VS サンデージャポン』
  - 2012年12月28日 18:30 - 22:48
爆笑問題が司会を務める『爆報! THE フライデー』との合同版。8年ぶりに復活の拡大版は、放送開始12年目にして初めてゴールデンタイムに進出し、初の全国ネットで生放送された[注 16]。

## ネット局
- 前番組『大好き!東京ゲスト10』と同様に、全編ローカルセールス枠であるため、臨時にネット状況を変更する場合がある。
- 時差ネットとする局ではTBSテレビ等の同時ネットとする局で放送があったとしても、午後に各種スポーツ中継（一部系列局制作を含む）等が編成されていた場合は放送時間を繰り上げあるいは繰り下げまたは臨時非ネットのどちらかとなる[注 17]。
- 九州・沖縄地方のTBS系列局は、同時間帯にe-JNN加盟局制作・同地方ブロックネット番組『新 窓を開けて九州』（琉球放送を除く）、『世界一の九州が始まる!』が放送されているほか、琉球放送のみ同時間帯に自社制作番組『おきでん百添アワー ウチナー紀聞』（11:00 - 11:30）を放送しているため当初は全局非ネットだったが、現在は福岡・長崎・熊本・鹿児島の系列局で時差ネットされている。
- 太字のネット局では『もうすぐサンデージャポン』も放送（TBSテレビのみ『サンデージャンクション』も別途放送）[注 18]。
- 2014年4月6日以降のネット状況を記す。

2022年10月2日から
| 放送対象地域   | 放送局                    | 系列    | ネット開始月   | 放送時間（JST）    | ネット状況 | 備考                |
| -------------- | ------------------------- | ------- | -------------- | ------------------ | ---------- | ------------------- |
| 関東広域圏     | TBSテレビ（TBS）          | TBS系列 | 2001年10月     | 日曜 10:00 - 11:22 | 【制作局】 |                     |
| 北海道         | 北海道放送（HBC）         | TBS系列 | 2001年10月     | 日曜 10:00 - 11:22 | 同時ネット |                     |
| 青森県         | 青森テレビ（ATV）         | TBS系列 | 2016年7月      | 日曜 10:00 - 11:22 | 同時ネット | [ 注 20 ]           |
| 岩手県         | IBC岩手放送（IBC）        | TBS系列 | 2005年4月      | 日曜 10:00 - 11:22 | 同時ネット | [ 注 20 ]           |
| 宮城県         | 東北放送（tbc）           | TBS系列 | 2003年4月      | 日曜 10:00 - 11:22 | 同時ネット | [ 注 20 ]           |
| 山形県         | テレビユー山形（TUY）     | TBS系列 | 2002年4月      | 日曜 10:00 - 11:22 | 同時ネット | [ 注 20 ]           |
| 福島県         | テレビユー福島（TUF）     | TBS系列 | 2001年10月     | 日曜 10:00 - 11:22 | 同時ネット | [ 注 21 ]           |
| 山梨県         | テレビ山梨（UTY）         | TBS系列 | 2009年4月      | 日曜 10:00 - 11:22 | 同時ネット |                     |
| 新潟県         | 新潟放送（BSN）           | TBS系列 | 2005年4月      | 日曜 10:00 - 11:22 | 同時ネット |                     |
| 長野県         | 信越放送（SBC）           | TBS系列 | 2006年4月      | 日曜 10:00 - 11:22 | 同時ネット | [ 注 22 ]           |
| 静岡県         | 静岡放送（SBS）           | TBS系列 | 2005年4月      | 日曜 10:00 - 11:22 | 同時ネット |                     |
| 富山県         | チューリップテレビ（TUT） | TBS系列 | 2004年10月     | 日曜 10:00 - 11:22 | 同時ネット | [ 注 23 ]           |
| 石川県         | 北陸放送（MRO）           | TBS系列 | 2005年4月      | 日曜 10:00 - 11:22 | 同時ネット | [ 注 24 ]           |
| 中京広域圏     | CBCテレビ（CBC）          | TBS系列 | 2006年4月2日   | 日曜 10:00 - 11:22 | 同時ネット |                     |
| 近畿広域圏     | 毎日放送（MBS）           | TBS系列 | 2002年9月      | 日曜 10:00 - 11:22 | 同時ネット | [ 注 28 ] [ 注 29 ] |
| 鳥取県・島根県 | 山陰放送（BSS）           | TBS系列 | 2010年4月      | 日曜 10:00 - 11:22 | 同時ネット |                     |
| 岡山県・香川県 | RSK山陽放送（RSK）        | TBS系列 | 2003年4月      | 日曜 10:00 - 11:22 | 同時ネット | [ 注 31 ]           |
| 広島県         | 中国放送（RCC）           | TBS系列 | 2001年10月     | 日曜 10:00 - 11:22 | 同時ネット | [ 注 32 ]           |
| 山口県         | テレビ山口（tys）         | TBS系列 | 2007年4月      | 日曜 10:00 - 11:22 | 同時ネット |                     |
| 愛媛県         | あいテレビ（itv）         | TBS系列 | 2001年10月     | 日曜 10:00 - 11:22 | 同時ネット |                     |
| 高知県         | テレビ高知（KUTV）        | TBS系列 | 2015年4月5日   | 日曜 13:00 - 14:24 | 時差ネット | [ 注 33 ] [ 注 34 ] |
| 福岡県         | RKB毎日放送（RKB）        | TBS系列 | 2014年10月12日 | 日曜 15:00 - 16:24 | 時差ネット | [ 注 35 ]           |
| 長崎県         | 長崎放送（NBC）           | TBS系列 | 2020年4月5日   | 日曜 13:30 - 14:54 | 時差ネット | [ 注 36 ]           |
| 熊本県         | 熊本放送（RKK）           | TBS系列 | 2020年4月5日   | 日曜 14:00 - 15:22 | 時差ネット | [ 注 36 ] [ 注 34 ] |
| 鹿児島県       | 南日本放送（MBC）         | TBS系列 | 2021年4月4日   | 日曜 13:27 - 14:50 | 時差ネット | [ 注 36 ]           |

## オープニングテーマ
Skyliner (Club Mix) Charlie Barnet

## 歴代エンディングテーマ
- 『Truly』FLAME
- 『スカイ・ブルー』GARNET CROW
- 『永遠を駆け抜ける一瞬の僕ら』GARNET CROW
- 『DA DA DA』北原愛子
- 『Slow Revolution』上原奈美
- 『BOYS ON THE RUN』馬場俊英
- 『30年後の君へ』ヤドカリ[注 37]
- 『恋のダイヤル6700』MINI☆BOX
- 『マハラジャスーパースター』 大田クルーと温水洋一
- 『Stand up!!』KAMUI
- 『おまえやから』Rhymescientist

2007年7月1日以降は「本日のお詫び」の影響でエンディングテーマ自体が廃止された。

## スタッフ
- ナレーター：広中雅志、太田真一郎（太田休演時は鈴木賢が担当する）、山崎和佳奈、落合福嗣/神谷浩史
- 構成：桜井慎一/清松勝彦、秋葉高彰[注 38]、高橋洋二、大井達朗[注 39]、猿橋英之、山川俊司
- TM：亀山壮一郎
- TP：吉田崇[注 40]
- TD：大蔵聡、中里子[注 41]、喜友名邦裕（交代制）
- カメラ：梶谷美保、徳武正裕、渡邉紘也、玉野智美（交代制）
- VE：下斗米孝仁、三島拓哉、河本崇、松吉英明、猿田新吾、沖田裕貴（交代制）
- 音声：鈴木誠司、山羽稔、清宮拓、佐野正和（交代制）
- 照明：諸岡亮、中田学、高木亘、木戸昭彦（交代制）
- 音響効果：藤代広太、久本幸奈[注 42]
- MA：斎藤直人、新田領、渡邊剛盛、石附沙彩（交代制）
- 編集：遠藤淳一、山本和美、岩澤史晃（毎週）、遠藤顕史、女澤泰亘、石谷良、本田修士、高橋勇志、砂川聡、吉田俊夫、遠藤龍祐、大内義晴、林隆弘、沖野公平、角田聡、稲垣浩二、木戸利彦、田山智博、筒井公太[注 43]、工藤泰士（交代制）
- 技術・美術協力[注 44]：TBS ACT、スウィッシュ・ジャパン[注 45]
- 編集協力：東京オフラインセンター
- 美術プロデューサー：齋藤幸雄[注 46]
- 美術デザイナー：柳瀬夏海
- 美術ディレクター：岩谷孝平[注 47]
- 操作：中村拓郎
- 装置：武井恵美[注 48]
- 装飾：東山浩美
- 電飾：八木史絵
- 衣装：渥美智恵
- 化粧：アートメイク・トキ
- 宣伝：山岸信良
- TK：葛貫明子、鈴木裕恵（交代制）
- 編成：福間寛子、中野翔貴[注 49]
- デスク：茂木佐耶香
- 進行：真貝隼人[注 50]、宇木健史[注 51]
- AP：宮内史絵[注 52]、白山真穂[注 53]、中川裕香[注 54]
- キャスティングP：土井美紗[注 55]
- ディレクター：小日向アツシ、小林蓮作[注 56]、中村健人、横田音弓[注 57]、後藤北斗（毎週）、山田文哉[注 58]、高野綾香、山田圭佑、木村慶彦、富田亮太、安井啓太、狩野紀明、片岡靖就、関谷優作、川口智久、島崎栄生[注 59]、大河原佑斗、村松佑亮、石塚幸一、杉野将人、吉野達希、両角響夏、桒田洸治、寺尾幸星、高橋啓太郎、谷口尚輝、橋本健、中田翔[注 60]（交代制）
- 番組プロデューサー：高橋一晃[注 61]、川西全、森久祐弥[注 62]（高橋→2022年4月3日-、川西→2024年10月13日-、森久→2025年2月9日-）
- ディレクター・演出：曳地伊智朗、山田晃久、渡辺健吾[注 63]、十文字岳（交代制）
- 総合演出・P：細矢将司[注 64]
- チーフプロデューサー[注 65]：秋山健太[注 66]
- 制作：TBSテレビ情報制作局情報3部
- 製作著作：TBS

### 過去のスタッフ
- ナレーター：山崎岳彦
- 構成：都築浩、石川昭人、野口悠介、恒川省三、新里幸久、岩崎元哉、利光宏治、小林のん
- TM：箸透、金澤健一、長谷川晃司、山下直、丹野至之、榎芳栄、荒木健一、山田健吾、鈴木昭平
- TD：秋本新一、南賢治、柳田智明
- カメラ：藤田栄治、宮下政人
- VE：笠原宗一郎、榊聖一、田上隆行、荒井秀訓、安部講志、木野内洋、則竹香、對間敏文
- 音声：橋爪繁輝、藤井忍
- 照明：篠原秀樹、吉田慎太郎、公文大輔、半田圭
- 編集：小川義房、小田切雅仁、原靖、椎名広二、本間幸弘、上ノ山昌子
- MA：市川徹
- 美術プロデューサー：アズマリツ[注 46]、中原茂樹、菅原崇
- 美術デザイナー：桝本瑠璃[注 46]、松永陽登[注 67]
- 美術制作：佐藤隆男、武井大浩、与田滋、三枝善治郎
- 装置：藤満達郎
- 装飾：篠原直樹
- 持道具：貞中照美
- 電飾：井上大華、荒谷奏子
- 衣装：横尾毅、岩崎孝典
- スタイリスト：STAFF DEUX
- 植木：小貫篤史
- タイトル：薮内省吾
- デスク：木村喜代子、西野来夢、高木亜美
- 編成：八代田俊平、津村有紀[注 68]、藤岡繁樹、高山暢比古、杉本篤、矢野大亮[注 69]、青木伸介[注 70]、寺田裕樹[注 71]、川島優子[注 72]、吉田健一[注 73]、三浦萌[注 74]、川口佳太[注 75]、平岡紗哉[注 76]、後藤大希[注 77]
- 宣伝：石田孝宏、眞鍋武
- AP：鈴木秀明、橋本直美、神田祐子、古川亜希子、大森恵美、金子三枝、福島千紘、樋口絵里子、安藤真子[注 78]、瀬川安恵、池野由輝[注 79]、海老原沙季[注 80]、川嶋那奈[注 81]
- 進行：藤井隆大[注 82]、雀泳根[注 83]、小森ちひろ[注 84]、石井健太郎[注 85]、大前健太[注 86]、都築沙織[注 87]、小野垣醇紀[注 88]、木藤清花、又吉志保[注 89]、安藤靖大、伊藤香菜海[注 90]、丸山海成[注 91]、榎戸美雨[注 92]
- キャスティング：山本希恵[注 93]、内田眞由美[注 94]
- 制作プロデューサー：堀江將一郎[注 95]
- ディレクター：里田剛、奥村美津子、大岩剛之、持田謙二、三宅大介、三浦謙太郎、菅井秀一、中村仁一、神野基彦、古谷将彦、大矢慎吾、清水洋、鈴木隆浩、代田直章、坂本健一郎、宮川剛史、斎藤航一郎、永田周平[注 96]、松坂真希[注 96]、中島知大、盛秀男、倉橋雄亮、西川なる美、山本真乃介、黎景怡[注 96]、内堀杏美[注 96]、大塚朋之、清水暁[注 97]、畑舞香[注 98]、金子泰拓、豊島大地、田中真之、福島伸浩[注 99]、武田和也(カズヤ)[注 100]、松藤瞭太[注 101]、井上智江、枡田貴幸、元谷有希、秋谷雄輝[注 102]、福岡蓮太、奥住洸介、三浦晃平/須田麻里江（毎週）
- 取材デスク・プロデューサー：大原真人[注 103]、川澄博樹、刀根鉄太
- チーフディレクター→演出：日山裕文
- 総合演出：太田淳一[注 104]
- 協力プロデューサー：武藤淳、森嶋正也[注 105]
- プロデューサー：吉田啓良、喜瀬川恵子[注 106]、栄次崇之[注 107]、鈴木千春[注 108]、荻谷尚史[注 109]
- 番組プロデューサー：西川潤[注 110]、山端孝博[注 111]、前田孝久[注 112]、西垣佑亮[注 113]
- 制作プロデューサー：志賀順→吉岡弘行→西村武彦
- 総合プロデューサー：正木敦、高徳文人
- チーフプロデューサー：大久保竜[注 114]、久我雄三[注 115]
- 技術協力：ProCam[注 116]、ニューテレス
- 制作協力：TBS-V[注 117]、K-ten、ドリマックス・テレビジョン[注 117]